# Cubo escurridor

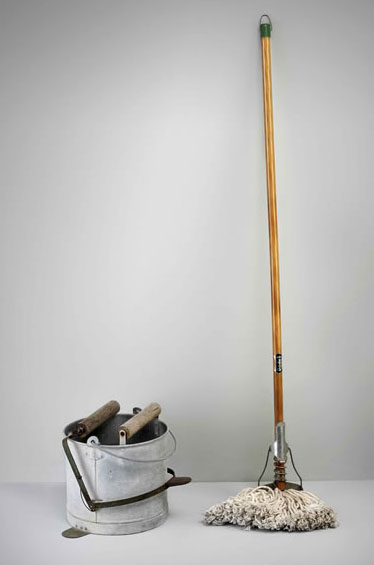
Cubo escurridor patentado por Jalón Corominas

El  cubo escurridor es un cubo cilíndrico metálico que tiene un artilugio escurridor formado por unos rodillos de madera, uno fijado en la parte superior del cubo, y el otro móvil que se acciona mediante un pedal. El lampazo se escurre haciéndolo pasar entre los dos rodillos.
Un modelo adaptable a un cubo fue patentado en los Estados Unidos, en 1886 y otro más sofisticado integrado en el propio cubo en 1897 por parte de los hermanos Best de los modelos adaptados en España por Manuel Jalón en 1956.

## Descripción
El sistema es ingenioso y sencillo, pero tiene el problema del peso considerable del cubo cuando se llena de agua y el peligro de que se vuelque al presionar el pedal. Estos problemas se resolvieron al cabo de unos años en los modelos  Nobel  (1969) y  Bravo , que pasaron a ser cubos troncocónicos de plástico que mantenían la tipología del escurridor de rodillos, aunque estos permitían una producción automática y masiva que reducía muy considerablemente el coste.

## Historia
- 1837: Jacob Howe patentó un tipo de fregasuelos ya en el año 1837.[4]
- 1893: Thomas W. Stewart, un inventor estadounidense, obtuvo la patente número 499,402 del 13 de junio de 1893 para un nuevo tipo de fijación para una “Mop”[5]
- 1940: En la película Fantasía, Mickey Mouse tiene una guerra contra los mochos con palo fregando de una forma alocada contra él (por ello la gente "de todo el mundo" conocía su existencia.").[6]
- 1956: En la película El bebé y el acorazado, los marineros friegan la cubierta del acorazado con un lampazo y un cubo escurridor como los que se patentarían en España este mismo año 1956.

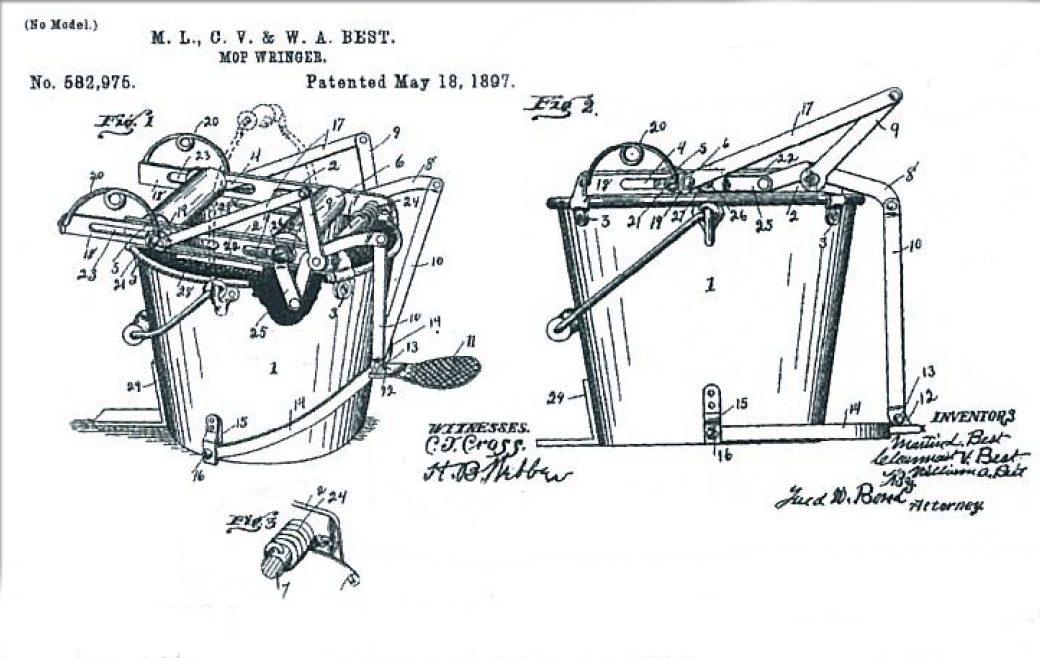
Cubo escurridor de los hermanos Best de 1897

### Historia en España

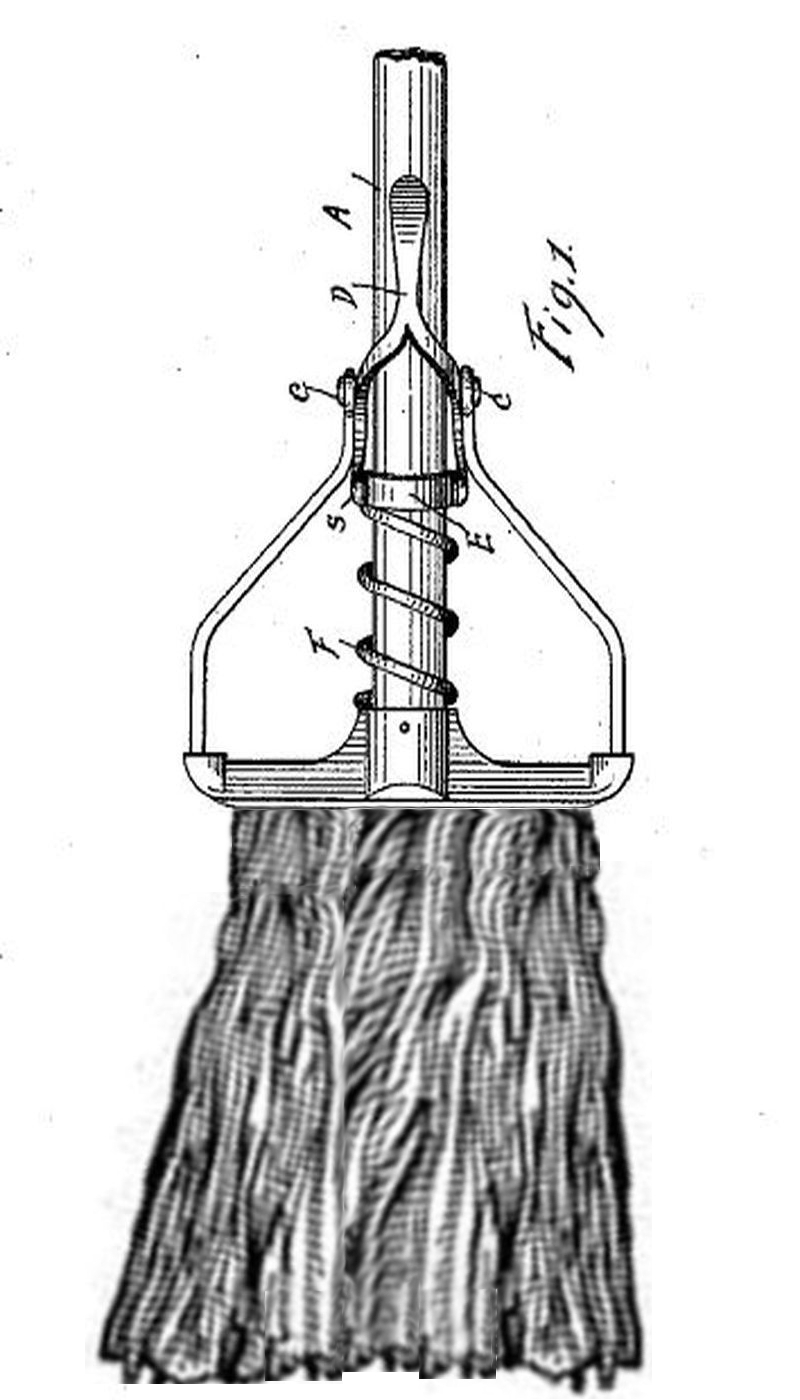
Lampazo de T. W. Stewart de 1893.

Manuel Jalón Corominas, después de trabajar 12 años en EE. UU. en el mantenimiento de aviones a reacción, al regresar a España quiso implantar la tecnología que había visto en EE. UU. e introdujo en España el lampazo y el cubo escurridor. Fabricó las primeras unidades inspiradas en el modelo americano (con cubo metálico y rodillos) que posteriormente modificaría con el cono para escurrir las hebras de algodón. Posteriormente, en 1964, desarrolló un modelo que fue registrado como " patente de invención con novedad internacional ".
Del cubo escurridor  Doméstico  se hizo una primera serie de doscientas unidades que se fabricaban artesanalmente con una producción diaria de una o dos unidades, en un pequeño taller de Zaragoza. El problema de la disponibilidad de materiales se resolvía entre Barcelona (cubos metálicos), Manresa (proceso de galvanización), Navarra (mangos y carretes de madera) y Bilbao (material metálico).
Junto con el cubo escurridor, Manuel Jalón adaptó el diseño de T. W. Stewart (1893), y comercializó el lampazo, formado por un mango cilíndrico de madera maciza, pulida y barnizada, y una bayeta de fibras de algodón. El trenzado de las fibras era el adecuado para absorber bien el agua y porque no se desfiles rápidamente al frotar y escurrir. La unión entre el mango y la bayeta se resolvía con una gran pinza metálica que permitía la utilización de repuestos, este sistema era idéntico al patentado por Thomas W. Stewart con la US.Pat. #499,402 el 13 de junio de 1893 como un "nuevo tipo de fijación para Mops" (ver imagen)
Cuando ambos diseños se empezaron a comercializar en 1956, el primer gran problema que surgió fue como convencer a los consumidores de su utilidad, y por eso se realizaban demostraciones constantemente a las ferias de muestras y los escaparates de los comercios, así como revolucionarias estrategias de marketing que finalmente los convirtieron en líderes de ventas en España desde el año 1958 en 1964. La dura competencia del modelo Mery del industrial Juan Gunfaus obligó a continuar la investigación hacia modelos más económicos y eficaces, de manera que se dejaron de producir en 1967.

## Producción
- Manufacturas Rodex, SA, Zaragoza, 1956-1967

## Presencia en museos
Se conserva un ejemplar del cubo al fondo de la colección del Disseny Hub Barcelona, desde que se incorporó en 2001 procedente de una donación de América Sánchez.